# Das Kind
 (décembre 2014).
Si vous disposez d'ouvrages ou d'articles de référence ou si vous connaissez des sites web de qualité traitant du thème abordé ici, merci de compléter l'article en donnant les références utiles à sa vérifiabilité et en les liant à la section « Notes et références ».
Pour les articles homonymes, voir Kind.
Pour plus de détails, voir Fiche technique et Distribution.
Das Kind (L'Enfant) est un long métrage documentaire français du réalisateur franco-israélien Yonathan Levy, achevé en 2010, sorti au cinéma en février 2013 et ayant obtenu le prix du meilleur film au Festival européen du film indépendant ECU 2010.

## Synopsis
Irma Miko naît en 1914 à Czernowitz dans l'Empire austro-hongrois. Promise à une brillante carrière de pianiste concertiste, elle rallie cependant la cause communiste et milite dans les années trente à Bucarest, en Roumanie, où elle se forme au travail clandestin. Alors que la Roumanie plonge dans le nationalisme et l'antisémitisme, Irma, Juive, part en France enrôler des Brigadistes pour la Guerre d'Espagne. Quand les Allemands envahissent la France, Irma est à Paris et prend part à la Résistance des étrangers. On lui confie alors une mission des plus périlleuses : enrôler des soldats de la Wehrmacht dans la Résistance...
Plus de soixante ans après ces faits, Irma, accompagnée de son fils André, entreprend un voyage intime à travers l'Europe à la recherche de ce passé dont elle est le dernier témoin. 

## Fiche technique
- Titre : Das Kind (L'Enfant)
- Réalisation : Yonathan Levy
- Scénario : André Miko et Yonathan Levy
- Production : André Miko
- Société de production : BLIMA
- Photographie : Yonathan Levy
- Montage : Yonathan Levy
- Décors : Yonathan Levy
- Son : Vincent Bordelais
- Pays d'origine :  France
- Format : DVC PRO HD
- Genre : documentaire
- Durée : 93 minutes
- Langues : français (60 %), roumain (30 %), allemand (10 %)
- Date de la première mondiale : 13 mars 2010 : Festival Européen du Film Indépendant ECU 2010

## Distinctions

### Récompense
- Prix du meilleur film au Festival Européen du Film Indépendant ECU 2010

### Festivals
Cette section ne s'appuie pas, ou pas assez, sur des sources secondaires ou tertiaires indépendantes du sujet.

Pour l'améliorer, ajoutez-en, ou placez des modèles {{Source secondaire souhaitée}} ou {{Source secondaire nécessaire}} sur les passages mal sourcés. (décembre 2022)
- Festival international du film de São Paulo (Sélection officielle)
- Crossing Europe Linz International Film Festival (Sélection Officielle)
- Docutah International Film Festival (Sélection Officielle)
- Istanbul Documentary International Film Festival (Sélection Officielle)
- Cinepecs Documentary International Film Festival (Sélection Officielle)
- Vienna Jewish Film Festival (Sélection Officielle)
- Washington Jewish Film Festival (Sélection Officielle)
- Jerusalem Jewish Film Festival (Sélection Officielle)
- Sao Paulo Jewish Film Festival (Sélection Officielle)
- Odessa Jewish Film Festival (Sélection Officielle)
- Napperville International Film Festival (Sélection)